# Vladímir Lipski
Vladímir Ippolítovich Lipski (en ruso: Владимир Ипполитович Липский; en ucraniano: Володимир Липський Іпполітов; 11 de marzo (calendario juliano) 1863, villa de Samostrely, Distrito Koretsky, Óblast de Rivne — 24 de febrero de 1937, Odesa) fue un científico ucraniano, botánico; miembro de la Academia Nacional de Ciencias de Ucrania (y entre 1922—1928 — su Presidente) y miembro correspondiente de la Academia de las ciencias de Rusia, y director de los Jardines Botánicos de la Universidad Nacional de Odesa.

## Nacimiento y educación
Vladimir nació el 11 de marzo de 1863 en la villa de Samostrely (hoy Distrito de Koretsky del Óblast de Rivne). Su padre, abuelo y bisabuelo fueron clérigos.
La familia Lipsky se muda a Yitomir en 1873. Vladimir estudiará en el colegio secundario superior Yitomir; graduándose en el "Pavel Galagan Collegium" (magna cum laude) en 1881, y de la Universidad de Kiev en 1887. Su formación como científico fue considerablemente influida por Johannes Schmalhausen, quien era profesor titular ordinario de Taxonomía y Morfología Vegetal.

## Carrera
De 1887 a 1894 Vladimir Lipsky trabaja en el Jardín botánico de la Universidad de Kiev en primera instancia como conservador, y luego como asistente a la Cátedra de Botánica.
Tomó parte en expediciones científicas al Cáucaso y al norte de Irán en 1889.
Entre 1894 y 1917, Lipsky trabajó aunadamente en el Jardín botánico de San Petersburgo como júnior y luego como curador sénior del herbario, botánico jefe, y director del Departamento de Plantas Vivas.
Lipsky participó en exploraciones al Cáucaso: macizo de Altái y a Asia Central conduciendo detallados estudios de la flora alpina de las regiones.
En 1917 retornaría a Ucrania y activamente participa en la creación de la "Academia Nacional de Ciencias de Ucrania, y estando en la silla de Botánica de esa Academia; y fue su presidente entre 1922 a 1928. De 1928 a 1933 fue director del Jardín botánico de la Universidad Nacional de Odesa.

## Investigaciones
Vladimir investigó en los campos de la florística, taxonomía vegetal y en la fitogeografía vegetal, técnicas de herbario, principios de organización de un jardín botánico, historia de la botánica. Fue uno de los primeros botánicos en proveer descripciones científicas de la flora de Indonesia, Túnez, Argelia, y Asia Central. En particular, Vladimir Lipsky describió cuatro nuevos géneros, 220 nuevas especies vegetales, 45 de las culaes se nombrarían en su honor. También fue autor de 82 obras impresas.

### Primer periodo en Kiev
Luego de graduarse de la Universidad, Vladimir participó de numerosas expediciones científicas: Podolia, Besarabia, Crimea, Cáucaso, Asia Central. Su primera obra académica aparece en 1889: Estudios de la Flora de Besarabia (en ruso: Исследование о флоре Бессарабии, Issledovaniye o flore Bessarabii), donde, inter alia, se describen nuevas especies vegetales: Valerianella bessarabica Lipsky. Vladimir publicará una seguidilla de sus reportes sobre las expediciones en Proceedings de la Sociedad de Kiev de Investigadores de la Naturaleza («Записки Київського товариства дослідників природи», Zapiski Kyivskogo Tovaristva Doslidnykiv Prirody).
A partir de 1889, Vladimir visita la región del Cáucaso en varias oportunidades para estudiar la flora de la región. De esas jornadas resultará en la descripción de cerca de 40 nuevas especies y subvariedades de plantas. Para aumentar los conocimientos de identificación de caracteres distintivos de la flora caucásica y para estudios comparativos, visita también el norter de Irán. Lipsky publica esos resultados en el tratado Flora del Cáucaso. Corpus de Información acerca de la Flora Caucásica del Periodo Bicentenario de sus Estudios, comenzando desde Tournefort y finalizando en el s. XIX («Флора Кавказа. Свод сведений о флоре Кавказа за двухсотлетний период её исследования, начиная от Турнефора и кончая XIX веком»). En particular, el texto lista 4500 especies vegetales y provee de datos seguros de su distribución. El botánico describe tres nuevos géneros de fanerógamas: Beketowia, Orthorhiza, Schumannia. Y las siguientes especies pueden señalarse entre las nuevas plantas caucasianas descriptas por Vladimir Lipsky: Dioscorea caucasica, Fagus orientalis, Levisticum caucasicum, Potentilla alexeenkoi, Tulipa caucasica, Hypericum ponticum, y muchas otras.

### Periodo de San Petersburgo

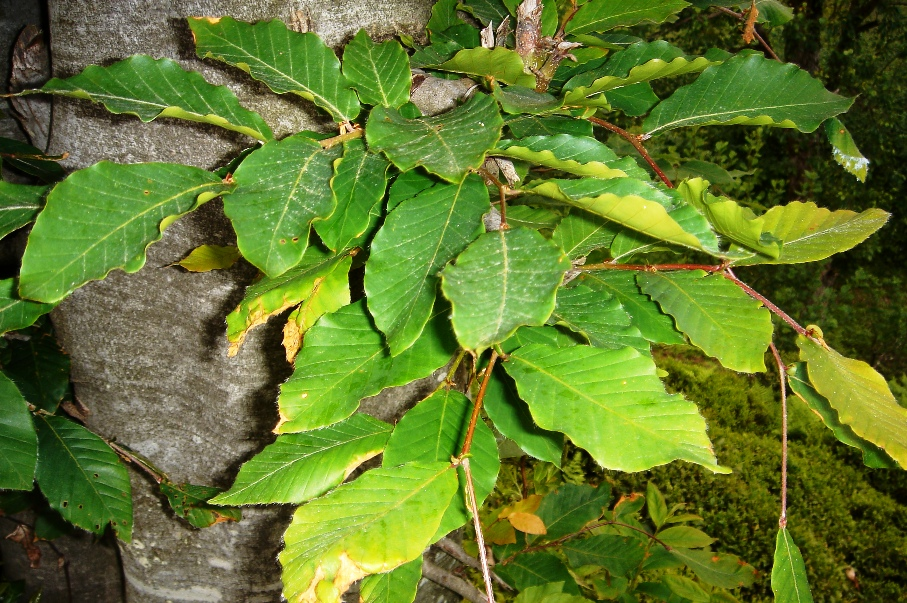
Fagus orientalis, una de las descubiertas y estudiadas por Vladimir Lipsky.

Comenzando desde 1894 Lipsky trabajó en el Jardín Botánico de San Petersburgo. Y desde ese año hasta 1896 continuó sus estudios de la flora caucásica comenzada mientras estaba en Kiev. Luego de 1896, arrancará investigando la flora alpina de los altos de Asia Central. El botánico explora el sur de las colinas de las cadenas montañosas Gissar, Pamir-Alai, Tian Shan, Dzungarian Alatau, Kopet Dag, valle de Ferganá, valle de Zeravshan, siendo el primer botánico en visitar muchas de esas áreas. Las expediciones resultaron en más de treinta obras y tratados, incluyendo:
- Materialas para la Flora de Asia Central («Материалы для флоры Средней Азии»)
- Flora de Asia Central, i.e. Turkestán rusa, Bukhara y Khiva Khanates («Флора Средней Азии, то есть Русского Туркестана и ханств Бухары и Хивы»)
- Montañosa Bukhara («Горная Бухара»)

En esos tratados Lipsky revisaba el conocimiento botánico de las áreas de arriba, rectificando errores de los predecesores, y describiendo acerca de centenares de nuevas especies y cuatro nuevos géneros: Korshinskia, Galagania, Koslovia, Ladyginia.
Lipsky prestó buena atención a la historia del Jardín Botánico de San Petersburgo, sus herbarios y colecciones. Y publicó los resultados de su estudio en las siguientes obras:
- El Herbario del Jardín Botánico de San Petersburgo hacia el Fin de su 75.º año de su Existencia, 1823—1898 («Гербарий С.-Петербургского ботанического сада к концу его 75-летнего существования, 1823—1898»)
- Revisión Histórica del Jardín Botánico de San Petersburgo, 1713—1913 («Исторический очерк С.-Петербургского ботанического сада, 1713—1913»)
- Biografías y Actividades Literarias de Botánicos y Personas Asociadas con el Jardín Botánico («Биографии и литературная деятельность ботаников и лиц, соприкасавшихся с ботаническим садом»)

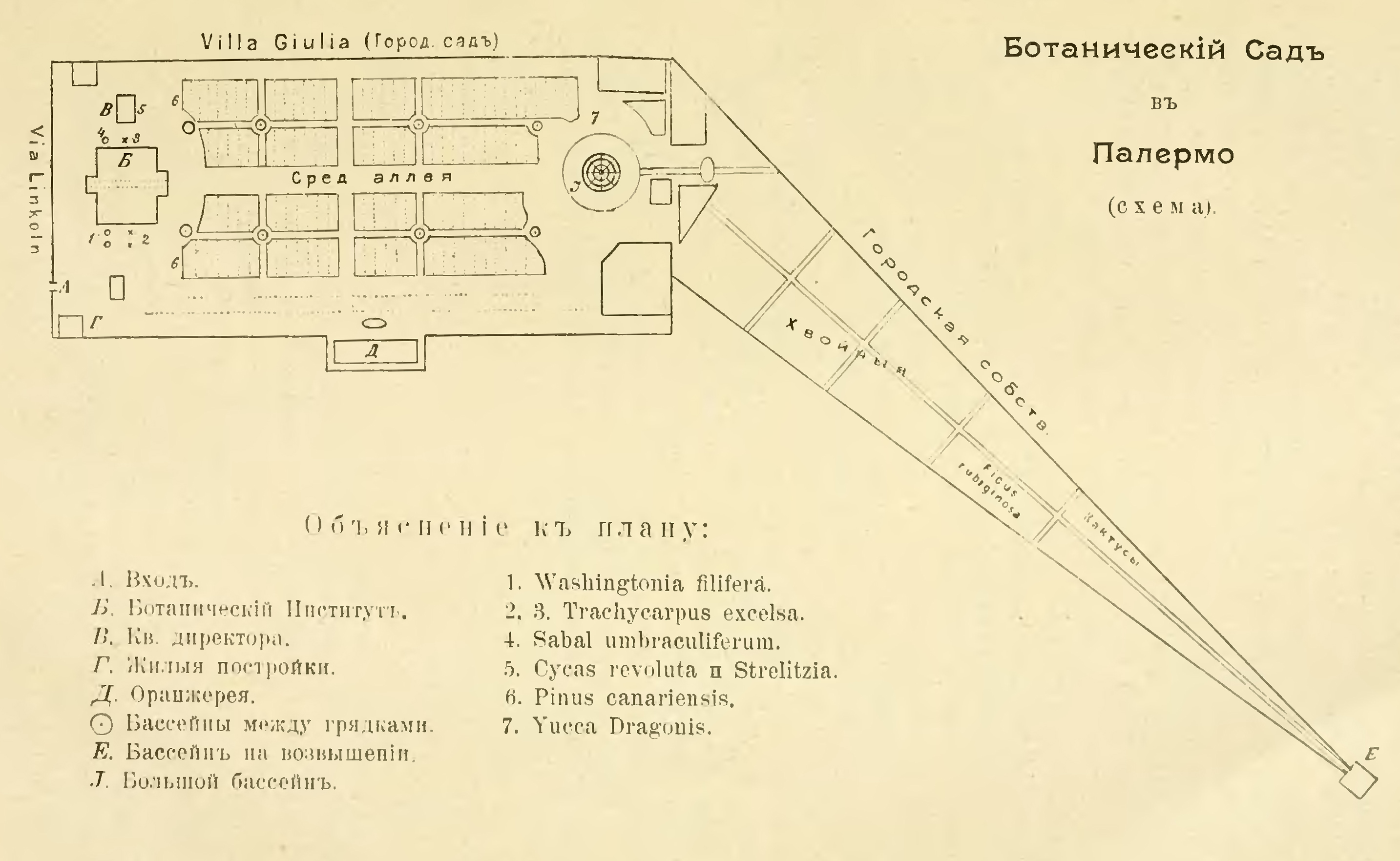
Carta del Jardín Botánico de Palermo hecho por Vladimir Lipsky, 1903.

Entre 1900 a 1902 Vladimir Lipsky visitó varios países estudiando sus herbarios y jardines botánicos. En total, fue exitoso en visitar todos los continentes, menos Australia y Antártica.

### Segundo Periodo de Kiev
Por recomendaciones del primer presidente de la Academia Ucraniana de Ciencias (UAS) Vladimir Vernadsky, el 30 de diciembre de 1918, en el encuentro del UAS 2.º Departamento de Física y Matemática, eligiendo a Vladimir Lipsky como director del nuevo Jardín botánico de Kiev. Además de manejar el Jardín botánico, Vladimir también ocupó una silla de Plantas Fanerógamas de la UAS y participó activamente en la creación de varias estructuras de Academias, tales como:
- UAS Comité de Estudios de Salud Natural de Ucrania (formada en marzo de 1919)
- Comité de Estudios de la Faunade Ucrania
- Comité de Publicaciones del 2.º UAS Departamento
- Director del Comité del Diccionario Enciclopédico
- Comité de Auditoría de la Biblioteca UAS

También representó a la Academia ante el Comité Militar e Industrial.
En 1919 Vladimir Lipsky fue elegido miembro activo de la Academia Ucraniana de Ciencias; en 1920 electo miembro del Comité UAS, y en 1921 su vicepresidente.
Vladimir inició la creación del Jardín botánico de la UAS, desarrollando un plan para tal Jardín, dando comienzo a su actual creación en el interior del Praesidium de la Academia de Ciencias en la calle Vladimirskaya de Kiev. El hoy Jardín Botánico de la Academia de Ciencias se formó en 1935 en el Distrito Kiev de Zverinets.
En agosto de 1919, después de Stepan Timoshenko, Secretario del 2.º Departamento de la Academia Ucraniana de Ciencias, deja el país, Vladimir arranca como Secretario, y en octubre de 1921 fue elegido vicepresidente de la Academia Ucraniana de Ciencias. Y en un encuentro general de la Academia Ucraniana de Ciencias hecho el 12 de junio de 1922, Vladimir Lipsky es electo su Presidente.
Los esfuerzos de las autoridades soviéticas influyeron en las actividades de instituciones científicas afectaron el destino de Lipsky también. En order de examinar la obra de la Academia Ucraniana de Ciencias, se formó una comisión del Comisariado del Pueblo Ucraniano de Educación. En sus hallazgos, esta comisión acusó el manejo de la Academia, y primero de todos al Presidium dirigido por Lipsky, de fallas en cumplir con las leyes del Soviet, y acusándolo de violaciones políticas. Y la comisión sugirió la inmediata reelección de Presidente de la Academia, recorriendo el procedimiento de confirmar las membresías en la Academia, y estableciendo una rígida estructura y un grupo de personal para la Academia. Los líderes del Partido Comunista consideraron a Vladimir Lipsky ser un presidente 'políticamente inerte', quien delegará el manejo de la Academia a Sergey Yefremov y a Agatangel Krymsky. En 1928 Vladimir envía su renuncia de Presidente de la Academia Ucraniana de Ciencias.

### Periodo de Odesa
El 21 de junio de 1928, habiendo renunciado a Presidente de la Academia, Vladimir Lipsky se muda a Odesa, donde será director del Jardín botánico de Odesa. Durante su trabajo en Odesa, contribuyó enormemente a las investigaciones en el jardín botánico y a su expansión, entrenando a noveles investigadores y ordenando el herbario.
Entre 1927 a 1930 estudia algas del mar Negro (en particular, en la vecindad de la Estación hidrobiólogica de Karadag ), estudiando las influencias de la vegetación del estuario del Atmanaysky en el Mar de Azov en la formación y deposición salina; participando en la obra del Instituto Ucraniano para plantas resinosas y gomosas. Se interesó particularmente en los estudios de Phyllophora rojizas. Esta alga se convirtió en el material para manufacturar iodo y agar-agar, que luego se exportaría. Las llamadas expediciones de iodo en el mar Negro se llevan a cabo entre 1930 a 1931 a bordo del yacht Sirena, y los buques Drug Zhizni y Lyskovsky, y como resultado, gracias a los esfuerzos de Vladimir Lipsky, abriéndose la primera planta en Ucrania de iodo en 1931 en Odesa.
Vladimir fue director del jardín Botánico de Odesa hasta 1933, y luego renuncia en protesta contra de las ideas de Trofim Lysenko y hasta su deceso trabaja como científicos consultante del Jardín Botánico de Odesa. Realiza su último investigación viajando a Uzbekistán y a Turkmenistán en 1936.
Vladimir Lipsky fallece el 24 de febrero de 1937 en Odesa.

### Algunas especies descubiertas o nombradas por Vladimir Lipsky
- Euphorbia chimaera
- Euphorbia kimmerica
- Euphorbia lipskyi
- Euphorbia normannii
- Fagus orientalis
- Artemisia lipskyi
- Inula magnifica Lipsky

## Memoria
Dos nuevos géneros se nombraron en su honor: Lipskya de la familia de las apiáceas y Lipskyella de las asteráceas. 54 nuevas especies de plantas se nombraron por Vladimir Lipsky (incluyendo Stipa lipskyi Roshev., Euphorbia lipskyi Prokh., Thymus lipskyi Klokov & Des.-Shost., Acer lipskyi Rehder ex Lipsky), que fueron incluidos dentro de colecciones florísticas de todos los países.
Durante los 1950s, la tumba y la lápida de Vladimir Lipsky fueron destruidas y el lugar preciso de su sepultura se perdió. Con la requisitoria del Presidium de la Academia Ucraniana de Ciencias, en 1990 el comité ejecutivo del concilio de la ciudad de Odesa emitió un decreto memorializando al Académico Vladimir Lipsky.
- La abreviatura «Lipsky» se emplea para indicar a Vladímir Lipski como autoridad en la descripción y clasificación científica de los vegetales.[3]